# Царські вовки
Царські вовки (рос. Царские волки, також відомі як англ. Tsar's Wolves) — проросійське воєнізоване формування, відоме своїми зв'язками з колишнім генеральним директором Роскосмосу Дмитром Рогозіним.

## Історія
Група стверджує, що назвала себе на честь різних російських збройних формувань, не пов'язаних між собою, які воювали в Югославській та Придністровській війнах. Група була сформована під час війни на Донбасі і служила в Донецькій і Луганській областях. Підрозділ описується як «досвідчені військові радники та експерти», які надають «військово-технічну підтримку» Донецькій народній республіці та Луганській народній республіці. Під час війни вони тісно співпрацювали з 1-м армійським корпусом, навчаючи їх користуватися інтелектуальними мінометними прицілами. Самопроголошена мета групи — відновити славу Російської імперії.

### Вплив Рогозіна
11 листопада 2022 року, під час російського вторгнення в Україну, Дмитро Рогозін оголосив, що він є новим лідером групи й буде надавати «технічну допомогу» Збройним силам росії. Під час війни група експлуатувала групу безпілотних літальних апаратів та інші нові передові технології. Виконує польові випробування нових російських військових досягнень і технологій, в основному шляхом випробувань вогнем, при цьому Рогозін цитує слова: «Які можуть бути кращі умови для випробування зброї, ніж на справжній війні». 21 грудня Рогозін був поранений під час тримісячного перебування на лінії фронту в Донецьку. Російське державне інформаційне агентство ТАРС заявило, що Рогозін був поранений в результаті удару самохідної гаубиці CAESAR французького виробництва.
27 січня 2023 року «Царські вовки» спільно з Фондом перспективних досліджень та компанією Android Technika провели випробування безпілотного наземного апарату «Маркер» під час «бойового хрещення на Донбасі». Російські війська сподіваються, що цей невеликий безпілотний апарат зможе виконувати функції розвідки, локалізації та моніторингу українських позицій і пересувань, і навіть може бути оснащений вибуховим вантажем для знищення танків, що постачаються із Заходу. 11 травня 2023 року Рогозін закликав до тотальної мобілізації російських людей і матеріалів для ведення тотальної війни проти України. Посилаючись на зростаючі бойові втрати, Рогозін заявив, що «[Росія] повинна пам'ятати, що ворог сильніший за нас» і що його ополчення «втрачає боєздатних хлопців».
Під час українського контрнаступу 2023 року підрозділ брав участь у боях в районі Лобкового, де не зміг зупинити наступ українських військ, які захопили село.
Рогозін і «Царські вовки» активно висміюються Євгеном Пригожиним, лідером компанії-найманця «ПВК Вагнер». Пригожин стверджує, що Рогозін просто вдає із себе крутого хлопця, щоб відновити свій вплив у російському уряді та оговтатися від звільнення з посади голови Роскосмосу.
9 липня група повідомила, що знайшла крилату ракету Storm Shadow, що не розірвалася, і розібрала її для транспортування на російські об'єкти для зворотного інжинірингу.